# Karolinger Verlag

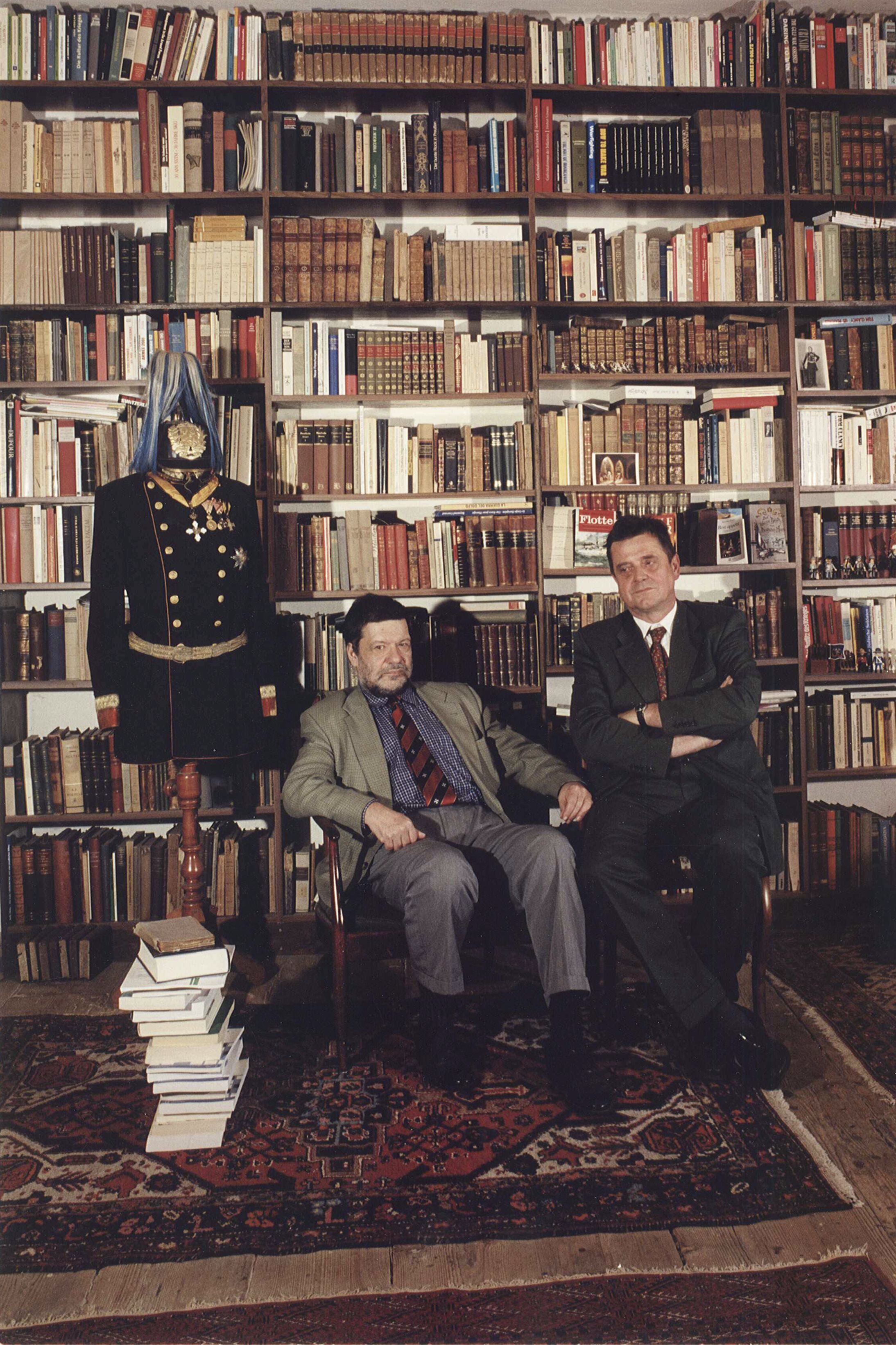
Jean-Jacques Langendorf (links) und Peter Weiß

Der Karolinger Verlag ist ein 1980 von Peter Weiß und Jean-Jacques Langendorf in Wien gegründeter österreichischer Verlag, der verschiedentlich dem politisch rechten Spektrum zugeordnet wird.

## Geschichte
Der Verlag mit Sitz im 18. Bezirk wurde 1980 unter dem Namen L’Age d’Homme – Karolinger gegründet. Es war eine finanzielle Kooperation mit dem frankophonen, von Vladimir Dimitrijević mitbegründeten und geleiteten, Verlag L’Âge d’Homme in der Schweiz. Diese Verbindung wurde nach kurzer Zeit wieder gelöst. Seit Beendigung der Zusammenarbeit heißt der Verlag Karolinger. bzw. Dr. Peter Weiß – Karolinger Verlag. Gesellschafter des Verlags sind neben Peter Weiß und Jean-Jaques Langendorf Cornelia Langendorf, Jean Yves Lefebvre und Hans Hofinger. Die Gründer, von unterschiedlicher Herkunft und Biografie, einte der „Jugendtraum“, einen eigenen Verlag zu gründen. Von den Gründern bis zu den heutigen Gesellschaftern haben die Macher des Verlags gemeinsam, dass sie sich als „Individualisten“ verstehen. Diese Heterogenität und Pluralität hat Eingang in das Verlagsprogramm gefunden.

## Verlagsprogramm
Das Programm des Verlags mit dem Motto „Nihil commune“ orientiert sich an der „romanisch-germanischen Spannweite der Karolinger“ und legt dabei ein besonderes Augenmerk auf französische Literatur. Inhaltlich erstreckt sich das Programm von Geistesgeschichte über die Naturwissenschaft der Romantik bis hin zur politischen Philosophie. Weiter nehmen Klassiker der Restauration, Texte der französischen und phantastischen Literatur sowie zeitgenössische Essayistik und Aphoristik einen bedeutenden Rang im Programm des Verlags ein.
Neben Geschichte, Politik und Metapolitik werden weitere Schwerpunkte durch verschiedene Reihen bestimmt:
- Die Reihe Romanica umfasst Titel der französischen Literatur (wie beispielsweise Céline und Renard)
- In der Reihe Der Osten werden Autoren aus dem europäischen und außereuropäischen Osten publiziert.
- Die Reihe Die Bibliothek von R*** besteht aus verschiedenen Werken wie z. B. späte Mystik, militärische Geistesgeschichte oder Hausväterliteratur des 18. Jahrhunderts.
- In der Reihe Bibliothek der Reaction werden Quellentexte mit dem Schwerpunkt der europäischen Restauration verlegt, z. B. Werke von Donoso Cortés, Metternich, de Maistre oder Bloy. Insgesamt umfasst die Reihe u. a. Schriften aus Spanien, Frankreich und Russland.

Stärkere Beachtung u. a. in der FAZ, dem Deutschlandradio Kultur und dem ORF erhielt die erstmalige Übersetzung von Peter F. Druckers The End of Economic Man durch Konrad und Peter Weiß, die 2010 veröffentlicht wurde.
Bis zum Jahr 2004 hatte der Karolinger Verlag 77 Titel veröffentlicht.

## Einordnung
Hannes Hintermeier meinte 2004 in der FAZ, der Verlag habe sich auf „Quertreiber zur jeweils herrschenden Meinung“ sowie „Verweigerer des Zeitgeistes“ spezialisiert. Es sei „ein widerständiges Bücheruniversum gewachsen, das versunkene Schätze der europäischen Geistesgeschichte hebt“, was er als „verdienstvolles Unternehmen“ ansieht. Auch Andreas Dorschel befand 2007 in der Süddeutschen Zeitung, der Verlag sei „ausweislich seines Programms ein Ort von bestechender intellektueller Agilität“.
Im Gegensatz dazu hatte der linke Publizist Claus Tieber den Verlag bereits 1996 als „rechtsextrem“ eingestuft und sich dabei auf verlegte Autoren wie Hans-Jürgen Syberberg, Günter Maschke, Nicolás Gómez Dávila und Erik von Kuehnelt-Leddihn bezogen. Dem 2025 veröffentlichten Rechtsextremismusbericht des Dokumentationsarchivs des österreichischen Widerstandes zufolge ist der Karolinger „auf demokratieskeptische rechtskonservative bis – auch in eigener Anschauung – reaktionäre Literatur“ spezialisiert. Bettina Stadlbauer und andere SPÖ-Parlamentsabgeordnete warfen dem Verlag 2003 in einer kleinen Anfrage vor „Schriften von deklarierten Antidemokraten“ zu veröffentlichen. Die Literaturkritikerin Sigrid Löffler bezeichnete diesen 2007 als einen „Dunkelmännerverlag“, in dem sich „sehr dubiose Leute mit sehr dubiosen Ansichten versammeln“. Das Verlagsprogramm umfasse „alles, was seine anti-modernen, anti-liberalen, anti-aufklärerischen, monarchistischen und sonstwie anti-demokratischen Impulse «entre nous» ungeniert ausleben möchte, von Günter Maschke bis Armin Mohler. Eine besondere «Bibliothek der Reaction» versammelt so erlauchte Namen wie Metternich, den savoyardischen Gegenaufklärer Joseph de Maistre und Konstantin Leontjew, einen ruchlosen Reaktionär des 19. Jahrhunderts, der gegen Fortschritt und Aufklärung in jederlei Gestalt wetterte, die Leibeigenschaft verteidigte und es neuerdings zum Kult-Autor der russischen Rechten gebracht hat.“ Der Philosoph Gerald Raunig (2005) und der Historiker Stefan Wiederkehr (2007) bezeichnen den Verlag als „rechts“. Das Verlagsprogramm decke „mit historischen und auch gegenwartsbezogenen Schriften das Feld der intellektuellen Rechten ab, die sich Gegenaufklärung auf die Fahnen geschrieben“ habe, so der Journalistikwissenschaftler Hans Bohrmann (2008). 2014 rechneten Julian Bruns, Kathrin Glösel und Natascha Strobl den Verlag in einem Buch zur Jugendbewegung der Identitären dem politisch-publizistischen Umfeld dieser als rechtsextrem geltenden Bewegung zu. Der Politologe Bernhard Weidinger (2015) attestiert dem Verlag ein „‚neurechtes‘ Profil“, da der Verlag beispielsweise in den Zeitschriften Die Aula und Zur Zeit inseriere und die Bücher des Verlages u. a. durch den rechtsextremen Aula Verlag in Graz und den neurechten Verlag Antaios in Schnellroda vertrieben würden.
Zudem soll der Karolinger Verlag laut Darstellung des Dokumentationsarchiv des österreichischen Widerstandes zumindest 2001 zehn Prozent am W3-Verlag gehalten haben, der Eigentümer der Wochenzeitung Zur Zeit des FPÖ-Funktionärs Andreas Mölzer war. Gemäß Hannes Hintermeier soll es sich dabei um ein Privatdarlehen in Höhe von 10.000 Schilling an den Privatmann Mölzer gehandelt haben.